# Berlin (Pennsylvanie)
Pour les articles homonymes, voir Berlin (homonymie).
Berlin est un borough situé au centre du comté de Somerset, en Pennsylvanie, aux États-Unis,. En 2010, il comptait une population de 2 104 habitants, estimée au 1er juillet 2020 à 2 028 habitants. Le borough est incorporé le 7 février 1833.

## Démographie
Lors du recensement de 2010, le borough comptait une population de 2 104 habitants. Elle est estimée, en 2020, à 2 028 habitants.

### Source de la traduction
- (en) Cet article est partiellement ou en totalité issu de l’article de Wikipédia en anglais intitulé « Berlin, Pennsylvania » (voir la liste des auteurs).